# Премії НАН України імені видатних учених України — лауреати 2011 року
Премії НАН України імені видатних учених України — лауреати 2011 року.
Згідно з постановою Президії НАН України від 15 лютого 2012 року № 34 за підсумками конкурсу 2011 р., проведеного відділеннями Національної академії наук України лауреатами премій стали:
| Премія                                         | Премійовані роботи | Лауреати                         | Коротко про лауреата |
| ---------------------------------------------- | --- | -------------------------------- | --- |
| Премія НАН України імені М. М. Боголюбова      | за цикл робіт «Розвиток ідей М. Боголюбова у теоретичній та математичній фізиці» | Загородній Анатолій Глібович     | академік НАН України, директор Інституту теоретичної фізики імені М. М. Боголюбова НАН України |
| Премія НАН України імені М. М. Боголюбова      | за цикл робіт «Розвиток ідей М. Боголюбова у теоретичній та математичній фізиці» | Макаров Володимир Леонідович     | академік НАН України, завідувач відділу Інституту математики НАН України |
| Премія НАН України імені М. М. Боголюбова      | за цикл робіт «Розвиток ідей М. Боголюбова у теоретичній та математичній фізиці» | Матвєєв Віктор Анатолійович      | академік РАН, директор Інституту ядерних досліджень РАН |
| Премія НАН України імені М. В. Остроградського | за серію праць «Аналітичні та асимптотичні методи в теорії інтегровних систем» | Котляров Володимир Петрович      | доктор фізико-математичних наук, завідувач відділу Фізико-технічного інституту низьких температур імені Б. І. Вєркіна НАН України                                                                            |
| Премія НАН України імені М. В. Остроградського | за серію праць «Аналітичні та асимптотичні методи в теорії інтегровних систем» | Самойленко Валерій Григорович    | доктор фізико-математичних наук, завідувач кафедри Київського національного університету імені Тараса Шевченка                                                                                               |
| Премія НАН України імені М. В. Остроградського | за серію праць «Аналітичні та асимптотичні методи в теорії інтегровних систем» | Шепельський Дмитро Георгійович   | доктор фізико-математичних наук, провідний науковий співробітник Фізико-технічного інституту низьких температур імені Б. І. Вєркіна НАН України                                                              |
| Премія НАН України імені В. С. Михалєвича      | за цикл робіт «Методи та інформаційні технології синтезу, аналізу і оптимізації складних комунікаційних систем» | Кривонос Юрій Георгійович        | академік НАН України, заступник директора Інституту кібернетики імені В. М. Глушкова НАН України |
| Премія НАН України імені В. С. Михалєвича      | за цикл робіт «Методи та інформаційні технології синтезу, аналізу і оптимізації складних комунікаційних систем» | Крак Юрій Васильович             | доктор фізико-математичних наук, професор кафедри Київського національного університету імені Тараса Шевченка                                                                                                |
| Премія НАН України імені В. С. Михалєвича      | за цикл робіт «Методи та інформаційні технології синтезу, аналізу і оптимізації складних комунікаційних систем» | Куляс Анатолій Іванович          | кандидат технічних наук, учений секретар Інституту кібернетики імені В. М. Глушкова НАН України |
| Премія НАН України імені С. П. Тимошенка       | за цикл праць «Прикладна механіка деформування та руйнування пружно-спадкових середовищ» | Дирдя Віталій Ілларіонович       | доктор технічних наук, завідувач відділу Інституту геотехнічної механіки імені М. С. Полякова НАН України |
| Премія НАН України імені С. П. Тимошенка       | за цикл праць «Прикладна механіка деформування та руйнування пружно-спадкових середовищ» | Карнаухов Василь Гаврилович      | доктор фізико-математичних наук, завідувач відділу Інституту механіки імені С. П. Тимошенка НАН України |
| Премія НАН України імені С. П. Тимошенка       | за цикл праць «Прикладна механіка деформування та руйнування пружно-спадкових середовищ» | Кобець Анатолій Степанович       | кандидат технічних наук, ректор Дніпропетровського державного аграрного університету |
| Премія НАН України імені В. Є. Лашкарьова      | за цикл робіт «Локальні електрофізичні властивості сегнетоелектриків-напівпровідників: формування доменних стінок і нанодоменів» | Морозовська Ганна Миколаївна     | доктор фізико-математичних наук, старший науковий співробітник Інституту фізики напівпровідників імені В. Є. Лашкарьова НАН України                                                                          |
| Премія НАН України імені В. Є. Лашкарьова      | за цикл робіт «Локальні електрофізичні властивості сегнетоелектриків-напівпровідників: формування доменних стінок і нанодоменів» | Свєчніков Георгій Сергійович     | кандидат фізико-математичних наук, провідний науковий співробітник Інституту фізики напівпровідників імені В. Є. Лашкарьова НАН України                                                                      |
| Премія НАН України імені В. Є. Лашкарьова      | за цикл робіт «Локальні електрофізичні властивості сегнетоелектриків-напівпровідників: формування доменних стінок і нанодоменів» | Єлісєєв Євген Анатолійович       | доктор фізико-математичних наук, провідний науковий співробітник Інституту проблем матеріалознавства імені І. М. Францевича НАН України                                                                      |
| Премія НАН України імені А. Ф. Прихотько       | за цикл робіт «Фізичні основи та прикладні аспекти фотоорієнтації рідких кристалів» | Резніков Юрій Олександрович      | доктор фізико-математичних наук, завідувач відділу Інституту фізики НАН України |
| Премія НАН України імені А. Ф. Прихотько       | за цикл робіт «Фізичні основи та прикладні аспекти фотоорієнтації рідких кристалів» | Решетняк Віктор Юрійович         | доктор фізико-математичних наук, професор Київського національного університету імені Тараса Шевченка |
| Премія НАН України імені А. Ф. Прихотько       | за цикл робіт «Фізичні основи та прикладні аспекти фотоорієнтації рідких кристалів» | Ярощук Олег Васильович           | кандидат фізико-математичних наук, старший науковий співробітник Інституту фізики НАН України |
| Премія НАН України імені І. П. Пулюя           | за цикл робіт «Кореляційні ефекти в процесах пружного розсіювання, збудження та іонізації атомів і іонів при зіткненнях з електронами» | Боровик Олександр Олександрович  | кандидат фізико-математичних наук, старший науковий співробітник Інституту електронної фізики НАН України |
| Премія НАН України імені І. П. Пулюя           | за цикл робіт «Кореляційні ефекти в процесах пружного розсіювання, збудження та іонізації атомів і іонів при зіткненнях з електронами» | Гомонай Ганна Миколаївна         | кандидат фізико-математичних наук, старший науковий співробітник Інституту електронної фізики НАН України |
| Премія НАН України імені І. П. Пулюя           | за цикл робіт «Кореляційні ефекти в процесах пружного розсіювання, збудження та іонізації атомів і іонів при зіткненнях з електронами» | Реметя Євген Юрійович            | кандидат фізико-математичних наук, старший науковий співробітник Інституту електронної фізики НАН України |
| Премія НАН України імені Є. П. Федорова        | за цикл робіт «Каталоги зоряних даних як інструменти астрономічних досліджень» | Харченко Ніна Василівна          | доктор фізико-математичних наук, провідний науковий співробітник Головної астрономічної обсерваторії НАН України                                                                                             |
| Премія НАН України імені Є. П. Федорова        | за цикл робіт «Каталоги зоряних даних як інструменти астрономічних досліджень» | Федоров Петро Миколайович        | кандидат фізико-математичних наук, завідувач лабораторії Науково-дослідного інституту астрономії Харківського національного університету імені В. Н. Каразіна                                                |
| Премія НАН України імені С. І. Субботіна       | за монографію «Изучение газоносности угленосной толщи» | Тіркель Михайло Годельович       | кандидат технічних наук, заступник директора Українського державного науково-дослідного та проектно-конструкторськийого інституту гірничої геології, геомеханіки та маркшейдерської справи НАН України       |
| Премія НАН України імені С. І. Субботіна       | за монографію «Изучение газоносности угленосной толщи» | Глухов Олександр Олександрович   | доктор технічних наук, завідувач відділу Українського державного науково-дослідного і проектно-конструкторського інституту гірничої геології, геомеханіки і маркшейдерської справи НАН України               |
| Премія НАН України імені С. І. Субботіна       | за монографію «Изучение газоносности угленосной толщи» | Анциферов Вадим Андрійович       | кандидат технічних наук, старший науковий співробітник Українського державного науково-дослідного і проектно-конструкторського інституту гірничої геології, геомеханіки і маркшейдерської справи НАН України |
| Премія НАН України імені І. М. Францевича      | за цикл праць «Нові методи модифікування конструкційних, зокрема порошкових матеріалів із застосуванням високих тисків та інтенсивних зсувних деформацій» | Бейгельзімер Яков Юхимович       | доктор технічних наук, головний науковий співробітник Донецького фізико-технічного інституту імені О. О. Галкіна НАН України                                                                                 |
| Премія НАН України імені І. М. Францевича      | за цикл праць «Нові методи модифікування конструкційних, зокрема порошкових матеріалів із застосуванням високих тисків та інтенсивних зсувних деформацій» | Варюхін Віктор Миколайович       | член-кореспондент НАН України, директор Донецького фізико-технічного інституту імені О. О. Галкіна НАН України                                                                                               |
| Премія НАН України імені І. М. Францевича      | за цикл праць «Нові методи модифікування конструкційних, зокрема порошкових матеріалів із застосуванням високих тисків та інтенсивних зсувних деформацій» | Штерн Михайло Борисович          | доктор технічних наук, завідувач відділу Інституту проблем матеріалознавства імені І. М. Францевича НАН України                                                                                              |
| Премія НАН України імені З. І. Некрасова       | за монографію «Теория и технология тонколистовой прокатки (численный анализ и технические приложения)» | Мазур Валерій Леонідович         | член-кореспондент НАН України, головний науковий співробітник Фізико-технологічного інституту металів та сплавів НАН України                                                                                 |
| Премія НАН України імені З. І. Некрасова       | за монографію «Теория и технология тонколистовой прокатки (численный анализ и технические приложения)» | Ноговіцин Олексій Володимирович  | доктор технічних наук, завідувач відділу Фізико-технологічного інституту металів та сплавів НАН України |
| Премія НАН України імені В. І. Толубинського   | за цикл робіт «Розробка та впровадження методів спалювання високозольного вугілля та відходів вуглезбагачення в різних модифікаціях киплячого шару» | Корчевий Юрій Петрович           | академік НАН України, почесний директор Інституту вугільних енерготехнологій НАН України |
| Премія НАН України імені В. І. Толубинського   | за цикл робіт «Розробка та впровадження методів спалювання високозольного вугілля та відходів вуглезбагачення в різних модифікаціях киплячого шару» | Топало Олександр Іванович        | академік НАН України (посмертно) |
| Премія НАН України імені В. І. Толубинського   | за цикл робіт «Розробка та впровадження методів спалювання високозольного вугілля та відходів вуглезбагачення в різних модифікаціях киплячого шару» | Штерн Михайло Борисович          | кандидат технічних наук, старший науковий співробітник Інституту вугільних енерготехнологій НАН України |
| Премія НАН України імені Д. В. Волкова         | за цикл робіт «Нові підходи у фізиці частинок, ядерній динаміці і астрофізиці» | Болотін Юрій Львович             | доктор фізико-математичних наук, завідувач відділу Інституту теоретичної фізики імені О. І. Ахієзера Національного наукового центру «Харківський фізико-технічний інститут» НАН України                      |
| Премія НАН України імені Д. В. Волкова         | за цикл робіт «Нові підходи у фізиці частинок, ядерній динаміці і астрофізиці» | Корчин Олександр Юрійович        | доктору фізико-математичних наук, завідувач відділу Інституту теоретичної фізики імені О. І. Ахієзера Національного наукового центру «Харківський фізико-технічний інститут» НАН України                     |
| Премія НАН України імені Д. В. Волкова         | за цикл робіт «Нові підходи у фізиці частинок, ядерній динаміці і астрофізиці» | Фомін Петро Іванович             | член-кореспондент НАН України (посмертно) |
| Премія НАН України імені Л. В. Писаржевського  | за цикл наукових праць «Електронно індуковані електрохімічні та гомогенно-каталітичні процеси активації „малих“ молекул та їх використання для одержання цінних органічних продуктів»                                                                                 | Кошечко В'ячеслав Григорович     | академік НАН України, директор Інституту фізичної хімії імені Л. В. Писаржевського НАН України |
| Премія НАН України імені С. М. Гершензона      | за цикл робіт «Молекулярні механізми впізнавання гомологічних тРНК та коригування помилок аміноацил-тРНК синтетазами» | Тукало Михайло Арсентійович      | член-кореспондент НАН України, заступник директора Інституту молекулярної біології і генетики НАН України |
| Премія НАН України імені С. М. Гершензона      | за цикл робіт «Молекулярні механізми впізнавання гомологічних тРНК та коригування помилок аміноацил-тРНК синтетазами» | Яремчук Ганна Дмитрівна          | кандидат біологічних наук, старший науковий співробітник Інституту молекулярної біології і генетики НАН України                                                                                              |
| Премія НАН України імені М. Д. Стражеска       | за серію праць «Сучасні підходи до етіології, патогенетичних механізмів розвитку імуноалергічних захворювань, їх діагностики, лікування та профілактики» | Федорів Ярема-Роман Миколайович  | кандидат медичних наук, професор ТОВ «Львівський медичний інститут» |
| Премія НАН України імені М. Д. Стражеска       | за серію праць «Сучасні підходи до етіології, патогенетичних механізмів розвитку імуноалергічних захворювань, їх діагностики, лікування та профілактики» | Регедя Михайло Степанович        | доктор медичних наук, ректор Львівського медичного інституту |
| Премія НАН України імені М. Д. Стражеска       | за серію праць «Сучасні підходи до етіології, патогенетичних механізмів розвитку імуноалергічних захворювань, їх діагностики, лікування та профілактики» | Трутяк Ігор Романович            | доцент Львівського медичного інституту |
| Премія НАН України імені І. І. Мечникова       | за цикл праць «Будова і функції нікотинових ацетилхолінових рецепторів В-лімфоцитів» | Скок Марині Володимирівна        | доктор біологічних наук, головний науковий співробітник Інституту біохімії імені О. В. Палладіна НАН України                                                                                                 |
| Премія НАН України імені І. І. Мечникова       | за цикл праць «Будова і функції нікотинових ацетилхолінових рецепторів В-лімфоцитів» | Коваль Людмила Миколаївна        | кандидат біологічних наук, науковий співробітник Інституту біохімії імені О. В. Палладіна НАН України |
| Премія НАН України імені І. І. Мечникова       | за цикл праць «Будова і функції нікотинових ацетилхолінових рецепторів В-лімфоцитів» | Комісаренко Сергій Васильович    | академік НАН України, директор Інституту біохімії імені О. В. Палладіна НАН України |
| Премія НАН України імені Р. Є. Кавецького      | за монографію «Радикальні форми кисню та оксиду азоту при пухлинному процесі» | Бурлака Анатолій Павлович        | доктор біологічних наук, провідний науковий співробітник Інституту експериментальної патології, онкології, радіобіології імені Р. Є. Кавецького НАН України                                                  |
| Премія НАН України імені Р. Є. Кавецького      | за монографію «Радикальні форми кисню та оксиду азоту при пухлинному процесі» | Сидорик Євгеній Петрович         | доктор біологічних наук, головний науковий співробітник Інституту експериментальної патології, онкології, радіобіології імені Р. Є. Кавецького НАН України                                                   |
| Премія НАН України імені Л. П. Симиренка       | за цикл праць «Творча спадщина, життя та діяльність видатних українських вчених — садівників та помологів Л. П. Симиренка та В. Л. Симиренка» | Вольвач Петро Васильович         | кандидат біологічних наук |
| Премія НАН України імені М. В. Птухи           | за монографію «Хімічна промисловість України: економічні трансформації та перспективи» | Шубін Олександр Олександрович    | доктор економічних наук, професор, ректор Донецького національного університету економіки і торгівлі імені М. Туган-Барановського                                                                            |
| Премія НАН України імені М. С. Грушевського    | за цикл робіт: «Історичне краєзнавство: Чернігово-Сіверщина у перше пожовтневе двадцятиріччя»; «Джерела з історії Українського наукового товариства в Києві»; «Наука у суспільно-політичний дискурсі розвитку УРСР (20-30-ті рр. ХХ ст.)»; «Історіяукраїнської науки» | Ткаченко Володимир Володимирович | доктор історичних наук, головний науковий співробітник Інституту педагогіки НАПН України |
| Премія НАН України імені М. С. Грушевського    | за цикл робіт: «Історичне краєзнавство: Чернігово-Сіверщина у перше пожовтневе двадцятиріччя»; «Джерела з історії Українського наукового товариства в Києві»; «Наука у суспільно-політичний дискурсі розвитку УРСР (20-30-ті рр. ХХ ст.)»; «Історіяукраїнської науки» | Онопрієнко Валентин Іванович     | доктор філософських наук, завідувач відділу Центру досліджень науково-технічного потенціалу та історії науки імені Г. М. Доброва НАН України                                                                 |
| Премія НАН України імені Д. І. Чижевського     | за монографію «Топологія науки» | Рижко Лариса Володимирівна       | доктор філософських наук, провідний науковий співробітник Центру досліджень науково-технічного потенціалу та історії науки імені Г. М. Доброва НАН України                                                   |
| Премія НАН України імені Ф. М. Колесси         | за працю «Двадцяте століття в українському фольклорі» | Кирчів Роман Теодорович          | доктор філологічних наук, провідний науковий співробітник Інституту народознавства НАН України |